# Baldwinonus
Baldwinonus es un género extinto de pelicosaurios sinápsidos; sus restos fósiles proceden de finales del Carbonífero e inicios del Pérmico y  se encontraron en Estados Unidos, en Ohio y Nuevo México.